# Бог грома
«Бог грома» (англ. Mortal, норв. Torden) — фэнтези-боевик, вдохновлённый скандинавской мифологией. Режиссёр фильма — Андре Овредал, композитор — Маркус Паус. Главную роль исполнил Нат Вулф.
Премьера ленты в Норвегии состоялась 28 февраля 2020 года. В России фильм 2 июня 2020 года вышел на цифровых платформах вместо кинотеатров из-за пандемии COVID-19.

## Сюжет
Психолог Кристин, страдающая нервным расстройством из-за гибели пациента, приглашена консультантом в полицию Бергена: ей надо разговорить Эрика — странного молодого американца с норвежскими корнями, который стал свидетелем убийства (позже выяснится — невольным убийцей). У Эрика проблемы с памятью и острое нервное расстройство. Во время допроса выясняется, что Эрик обладает неестественными способностями: он может управлять энергетическими разрядами.
После допроса Эрика хочет забрать мисс Хэтэуэй — американский дипломат (или агент спецслужб). Его должны перевезти в Осло на вертолёте, под действием снотворного. Но в полёте Эрик приходит в себя, начинает «извергать» молнии, и в итоге вертолёт падает. Выживают лишь главный герой и американка. Раненого Эрика находит Кристин и помогает прийти в себя. Она хочет помочь Эрику уехать, но попытка оказывается неудачной. В итоге после стычки на мосту Эрик оказывается в больнице, где его пытаются исследовать, но безуспешно.
Оле, начальник полиции и друг Кристин, помогает расшифровать странные видения, посещающие Эрика. Выясняется, что главный герой стал своеобразной «реинкарнацией» скандинавского бога грома и молний Тора. На месте старой фермы, где всё началось, производят раскопки. В итоге находят древнее подземелье, на стенах которого множество странных рунических надписей. В центре подземелья каменный саркофаг, в котором захоронены некоторые артефакты, в том числе — древний молот (возможно, Мьёллнир — молот Тора).
Фильм заканчивается тем, что Эрик, надев артефакты и взяв молот, выходит к людям. В этот момент люди мисс Хэтэуэй пытаются его застрелить, но погибает Кристин. Разъярённый Эрик вызывает страшную грозу и начинает извергать потоки молний.
В эпилоге всё происходящее объявлено страшной трагедией. Общество потрясено, при этом начинает возрождаться языческий культ Тора. Эрик пропал без вести, никто не знает, что с ним.

## В ролях
| Актёр          | Роль    |
| -------------- | ------- |
| Нат Вулф       | Эрик    |
| Приянка Бозе   | Хэтэуэй |
| Ибен Акерлие   | Кристин |
| Артур Хакалати | Оле     |

## Факты о фильме
- Первоначально главную роль должен был исполнить Роберт Шиэн.
- Производство картины финансировалось за счет гранта правительства Норвегии.
- Диалоги в ленте ведутся на английском и норвежском языках (большинство актёров фильма — норвежцы)[3][4][5][6].

## Маркетинг
Локализованный трейлер фильма был опубликован в сети 22 мая 2020 года.